# Desa Krajan (administrativ by i Indonesien, Jawa Tengah, lat -7,61, long 110,75)
Desa Krajan är en administrativ by i Indonesien.   Den ligger i provinsen Jawa Tengah, i den västra delen av landet, 500 km öster om huvudstaden Jakarta.